# Théophile Alajouanine
Théophile Alajouanine (Verneix, 12 giugno 1890 – Parigi, 2 maggio 1980) è stato un neurologo francese.
Era allievo di Joseph Jules Dejerine e lavorò con Georges Guillain e Charles Foix. Ha scritto prolificamente di molti argomenti, ed era interessato specialmente all'afasìa.
Grande studioso e bibliofilo entusiasta, Alajouanine privilegiò le relazioni con gli scrittori famosi, durante la sua carriera di neurologo. La biografia e le opere di Dostoievski gli consentirono di conoscere la patologia dell'epilessia.

## Eponimi associati
- Malattia di Foix-Alajouanine: rara patologia del midollo spinale, caratterizzata dal rammollimento della materia grigia con sclerosi obliterativa dei piccoli vasi che alimentano il midollo.
- Sindrome di Marie-Foix-Alajouanine: atassia cerebellare dell'età avanzata, dovuta frequentemente all'abuso di alcool.